# Piero Pasinati
Piero ou Pietro Pasinati, né le 21 juillet 1910 à Trieste (Autriche-Hongrie) et mort le 15 novembre 2000 à Trieste (Italie), est un footballeur international italien évoluant au poste de milieu de terrain, ainsi qu'un entraîneur de football.

## Carrière
Pasinati évolue durant toute sa carrière en Italie, principalement à l'US Triestina Calcio. Il remporte notamment la Coupe du monde de football de 1938, avec l'équipe d'Italie de football. Il devient ensuite entraîneur de football.

## Palmarès
- Vainqueur de la Coupe du monde de football de 1938 avec l'équipe d'Italie de football